# Microdynerus habitus
Microdynerus habitus är en stekelart som beskrevs av Gusenleitner 1991. Microdynerus habitus ingår i släktet Microdynerus och familjen Eumenidae. Inga underarter finns listade i Catalogue of Life.